# Oxtotitlán (Ahuacuotzingo)
Oxtotitlán es una localidad del estado mexicano de Guerrero. Es parte del municipio de Ahuacuotzingo.

## Toponimia
El nombre «Oxtotitlán» proviene de los términos en náhuatl: oztotl, cueva; titlan, junto a. Su significado es «Junto a las cuevas».

## Demografía
| Gráfica de evolución demográfica |
|                                  |

| Censo | Población |
| ----- | --------- |
| 1900  | 232       |
| 1910  | 150       |
| 1921  | 268       |
| 1930  | 205       |
| 1940  | 359       |
| 1950  | 538       |
| 1960  | 698       |
| 1970  | 641       |
| 1980  | 781       |
| 1990  | 769       |
| 2000  | 1 160     |
| 2010  | 1 265     |
| 2020  | 1 269     |